# Društveni otoci
Društveni otoci (francuski: Îles de la Société, ili službeno Archipel de la Société) su otočna skupina u južnom Pacifiku, i dio Francuske Polinezije. U ovom otočju postoji 14 otoka, od kojih je 8 naseljeno. Svi otoci su vulkanskog porijekla.
Otoci su dalje grupirani u „Privjetrinske otoke“ (îles du Vent) i „Zavjetrinske otoke“ (îles sous le Vent). Najznačajniji otoci u prvoj grupi su Tahiti i Moorea, a u drugoj Bora-Bora i Raiatea.
Ime im je dao kapetan James Cook 1769. godine, i nazvao ih po engleskom Kraljevskom društvu (Royal Society).
Po popisu iz 2002. godine, na otocima živi 214.445 stanovnika. Većina su Polinežani.

## Privjetrinski otoci
- Tahiti
- Moorea
- Tetiaroa
- Mehetia
- Maiao

## Zavjetrinski otoci
- Bora Bora
- Huahine
- Maupiti
- Raiatea
- Tahaa
- Manuae
- Maupihaa
- Motu One
- Tupai

## Klima
Klima na otocima varira između tropske i subtropske.
| Sij.  | Velj.   | Ožu.    | Tra.    | Svi.    | Lip.    | Srp.    | Kol.    | Ruj.  | Lis.    | Stu.    | Pro.    |
| ----- | ------- | ------- | ------- | ------- | ------- | ------- | ------- | ----- | ------- | ------- | ------- |
| 27 °C | 27,1 °C | 27,4 °C | 27,1 °C | 26,4 °C | 25,2 °C | 24,7 °C | 24,6 °C | 25 °C | 25,6 °C | 26,3 °C | 26,6 °C |

## Galerija slika
- Cookov zaljev na Moorei
- Papeete
- Hiva Oa
- Jutro na Moorei

## Vanjske poveznice
- Îles de la Société  Arhivirana inačica izvorne stranice od 17. veljače 2021. (Wayback Machine)

|  | Portal Francuske – Pristup člancima s tematikom o Francuskoj. |